# アモール・ファティ
「アモール・ファティ」（아모르 파티、amor fati）は、キム・ヨンジャの楽曲。2013年発売。イ・ゴンオ、シン・チョル作詞、ユン・イルサン作曲・編曲。

## 解説
「アモール・ファティ」とは、フリードリヒ・ニーチェによって提唱された運命愛のこと。
トロットとEDMが融合しており、中毒性が高いのが特徴である。
韓国語の発音に「ファ」が存在しないため、「アモール・パティ」と発音される。
人生賛歌を歌いたいというキムの要望に応えて制作された。キムは同じユン作品であるイ･ウンミの「애인... 있어요（恋人...います）」のようなバラードを期待していたが、ハイテンポの曲を渡されて戸惑ったという。
発売当時の売り上げは伸び悩んだが、2017年に突如ヒットして、チャートの逆走行として話題になった。その要因の一つとして、前年12月に音楽番組で共演したEXOのファンたちがSNSで映像を広めたことがあげられる。その後も人気番組「無限挑戦」に出演して楽曲を披露したことでさらに若年層に波及した。
2015年頃のステージではダンサーを「リトルPSY」ことファン・ミヌ（当時10歳）が務めた。
2018年8月発売のキム・ヨンジャ30周年記念アルバム「ベスト・レパートリーズ」に日本語バージョンが収録された。
2018年12月のKBS歌謡大祝祭で大トリを飾った。その際、防弾少年団がバックダンサーの振り付けを真似したことが話題となった。
韓国では2019年時点で400万ダウンロードを記録する大ヒットになった。
2023年7月より稼働したアーケード用音楽ゲーム『Pump It Up 2023 PHOENIX』に収録された。

## カバー・リミックス
- DJ KOO（ク・ジュンヨプ）「아모르 파티 – DJ KOO REMIX (Live Version)」2018年9月